# Emanuel de Geer
Emanuel de Geer (ur. 1748, zm. 1803) – szwedzki baron, polityk i wojskowy.
Jego ojcem był entomolog pochodzenia holenderskiego Charles De Geer (1720–1778). De Geer rozpoczął służbę wojskową w roku 1764 w królewskiej gwardii przybocznej (lifgardet). Później był dworzaninem księżniczki Luizy Ulryki. W latach 1786–1787 był przewodniczącym szwedzkiej rady królewskiej. W roku 1779 jego żoną została Charlotta Fredrika von Fersen (bratanica Axela von Fersena).
Jego bratem był inny ważny polityk tych czasów Carl De Geer (1747–1805).